# Nectria diploa
Nectria diploa är en svampart som beskrevs av Berk. & M.A. Curtis 1868. Nectria diploa ingår i släktet Nectria och familjen Nectriaceae.   Inga underarter finns listade i Catalogue of Life.